# Līga Dekmeijere
Līga Dekmeijere (Riga, 21 maggio 1983) è una tennista lettone naturalizzata statunitense.

## Carriera
Specializzata nel doppio ha raggiunto in questa disciplina la 54º posizione mondiale nell'aprile 2010, ha conquistato un titolo WTA in carriera nella Cachantún Cup 2008 in coppia con la polacca Alicja Rosolska. Negli Slam il suo migliore risultato è stato il terzo turno durante il Roland Garros 2012
Ha disputato un totale di trenta incontri con la squadra lettone di Fed Cup vincendone quattordici.

## Statistiche WTA

### Doppio

#### Vittorie (1)
| Legenda: Prima del 2009 | Legenda: Dal 2009     |
| ----------------------- | --------------------- |
| Grande Slam (0)         |                       |
| WTA Championships (0)   |                       |
| Tier I (0)              | Premier Mandatory (0) |
| Tier II (0)             | Premier 5 (0)         |
| Tier III (1)            | Premier (0)           |
| Tier IV & V (0)         | International (0)     |

| Titoli per superficie | Titoli per superficie |
| --------------------- | --------------------- |
| Cemento               | 0                     |
| Sintetico             | 0                     |
| Terra rossa           | 1                     |
| Erba                  | 0                     |

| N. | Data          | Torneo                      | Superficie  | Compagna        | Avversarie in finale            | Punteggio |
| 1. | febbraio 2008 | Cachantún Cup, Viña del Mar | Terra rossa | Alicja Rosolska | Mariya Koryttseva Julia Schruff | 7–5, 6–3  |

#### Finali perse (6)
| Legenda: Prima del 2009 | Legenda: Dal 2009     |
| ----------------------- | --------------------- |
| Grande Slam (0)         |                       |
| WTA Championships (0)   |                       |
| Tier I (0)              | Premier Mandatory (0) |
| Tier II (0)             | Premier 5 (0)         |
| Tier III (2)            | Premier (1)           |
| Tier IV & V (1)         | International (2)     |

| Titoli per superficie | Titoli per superficie |
| --------------------- | --------------------- |
| Cemento               | 4                     |
| Sintetico             | 0                     |
| Terra rossa           | 1                     |
| Erba                  | 1                     |

| N. | Data          | Torneo                                       | Superficie  | Compagna            | Avversarie in finale                | Punteggio           |
| 1. | novembre 2005 | Bell Challenge, Québec                       | Cemento (i) | Ashley Harkleroad   | Anastasia Rodionova Elena Vesnina   | 6(4)–7, 6–4, 6–2    |
| 2. | gennaio 2006  | Canberra International, Canberra             | Cemento     | Claire Curran       | Marta Domachowska Roberta Vinci     | 7–6(5), 6–3         |
| 3. | giugno 2008   | Rosmalen Grass Court Championships, Rosmalen | Erba        | Angelique Kerber    | Marina Erakovic Michaëlla Krajicek  | 6–3, 6–2            |
| 4. | aprile 2009   | Family Circle Cup, Charleston                | Terra rossa | Patty Schnyder      | Bethanie Mattek-Sands Nadia Petrova | 6(5)–7, 6–2, [11–9] |
| 5. | gennaio 2011  | Hobart International, Hobart                 | Cemento     | Kateryna Bondarenko | Sara Errani Roberta Vinci           | 6–3, 7–5            |
| 6. | agosto 2012   | Texas Tennis Open, Dallas                    | Cemento     | Irina Falconi       | Marina Erakovic Heather Watson      | 6–3, 6–0            |